# Tirreno-Adriatico 2017
La 52e édition de Tirreno-Adriatico a lieu du 8 au 14 mars 2017. Elle fait partie du calendrier UCI World Tour 2017 en catégorie 2.UWT.

## Équipes
| WorldTeams (18)- AG2R La Mondiale - Astana - Bahrain-Merida - BMC Racing Team - Bora-Hansgrohe - Cannondale-Drapac - Dimension Data - FDJ - Katusha-Alpecin - Lotto NL-Jumbo - Lotto-Soudal - Movistar Team - Orica-Scott - Quick-Step Floors - Sky - Team Sunweb - Trek-Segafredo - UAE Team Emirates Équipes continentales professionnelles (4)- Androni Giocattoli - Bardiani CSF - Nippo-Vini Fantini - Novo Nordisk |
| |

## Étapes
| Étape     | Date    | Villes étapes                                       | type                         | Distance (km) | Vainqueur d'étape | Leader du classement général |
| --------- | ------- | --------------------------------------------------- | ---------------------------- | ------------- | ----------------- | ---------------------------- |
| 1re étape | 8 mars  | Lido di Camaiore – Lido di Camaiore                 | contre-la-montre par équipes | 22,7          | BMC Racing Team   | Damiano Caruso               |
| 2e étape  | 9 mars  | Camaiore – Pomarance                                | étape de moyenne montagne    | 229           | Geraint Thomas    | Greg Van Avermaet            |
| 3e étape  | 10 mars | Monterotondo Marittimo – Montalto di Castro         | étape vallonnée              | 204           | Peter Sagan       | Rohan Dennis                 |
| 4e étape  | 11 mars | Montalto di Castro – mont Terminillo                | étape de montagne            | 171           | Nairo Quintana    | Nairo Quintana               |
| 5e étape  | 12 mars | Rieti – Fermo                                       | étape de moyenne montagne    | 209           | Peter Sagan       | Nairo Quintana               |
| 6e étape  | 13 mars | Ascoli Piceno – Civitanova Marche                   | étape vallonnée              | 168           | Fernando Gaviria  | Nairo Quintana               |
| 7e étape  | 14 mars | San Benedetto del Tronto – San Benedetto del Tronto | contre-la-montre individuel  | 10,05         | Rohan Dennis      | Nairo Quintana               |

## Déroulement de la course

### 1reétape
| \| Classement de l'étape \| Classement de l'étape \| Classement de l'étape \| Classement de l'étape \| Classement de l'étape \| Classement de l'étape \| \| Équipe \| Équipe \| Pays \| Temps \| Écart de temps \| Vitesse moy. \| \| --------------------- \| --------------------- \| --------------------- \| --------------------- \| --------------------- \| --------------------- \| \| 1re \| BMC Racing Team \| États-Unis \| 23 min 21 s \| 23 min 21 s \| 58.371 km/h \| \| 2e \| Quick-Step Floors \| Belgique \| 23 min 37 s \| + 16 s \| 57.671 km/h \| \| 3e \| FDJ \| France \| 23 min 42 s \| + 21 s \| 57.468 km/h \| \| 4e \| Movistar Team \| Espagne \| 23 min 42 s \| + 21 s \| 57.468 km/h \| \| 5e \| Orica-Scott \| Australie \| 23 min 45 s \| + 24 s \| 57.347 km/h \| \| 6e \| Lotto NL-Jumbo \| Pays-Bas \| 24 min 00 s \| + 39 s \| 56.750 km/h \| \| 7e \| Lotto-Soudal \| Belgique \| 24 min 12 s \| + 51 s \| 56.281 km/h \| \| 8e \| Bahrain-Merida \| Bahreïn \| 24 min 13 s \| + 52 s \| 56.242 km/h \| \| 9e \| Dimension Data \| Afrique du Sud \| 24 min 13 s \| + 52 s \| 56.242 km/h \| \| 10e \| Astana \| Kazakhstan \| 24 min 15 s \| + 54 s \| 56.165 km/h \| |                   |                |             |                |              |
| |                   |                |             |                |              |
| Source : ProCyclingStats |                   |                |             |                |              |
| Classement de l'étape |                   |                |             |                |              |
| Équipe | Équipe            | Pays           | Temps       | Écart de temps | Vitesse moy. |
| 1re | BMC Racing Team   | États-Unis     | 23 min 21 s | 23 min 21 s    | 58.371 km/h  |
| 2e | Quick-Step Floors | Belgique       | 23 min 37 s | + 16 s         | 57.671 km/h  |
| 3e | FDJ               | France         | 23 min 42 s | + 21 s         | 57.468 km/h  |
| 4e | Movistar Team     | Espagne        | 23 min 42 s | + 21 s         | 57.468 km/h  |
| 5e | Orica-Scott       | Australie      | 23 min 45 s | + 24 s         | 57.347 km/h  |
| 6e | Lotto NL-Jumbo    | Pays-Bas       | 24 min 00 s | + 39 s         | 56.750 km/h  |
| 7e | Lotto-Soudal      | Belgique       | 24 min 12 s | + 51 s         | 56.281 km/h  |
| 8e | Bahrain-Merida    | Bahreïn        | 24 min 13 s | + 52 s         | 56.242 km/h  |
| 9e | Dimension Data    | Afrique du Sud | 24 min 13 s | + 52 s         | 56.242 km/h  |
| 10e | Astana            | Kazakhstan     | 24 min 15 s | + 54 s         | 56.165 km/h  |

| \| Classement général \| Classement général \| Classement général \| Classement général \| Classement général \| \| Coureur \| Coureur \| Pays \| Équipe \| Temps \| \| ------------------ \| ------------------ \| ------------------ \| ------------------ \| ------------------ \| \| 1er \| Damiano Caruso \| Italie \| BMC Racing Team \| 23 min 21 s \| \| 2e \| Rohan Dennis \| Australie \| BMC Racing Team \| + 0 s \| \| 3e \| Greg Van Avermaet \| Belgique \| BMC Racing Team \| + 0 s \| \| 4e \| Stefan Küng \| Suisse \| BMC Racing Team \| + 0 s \| \| 5e \| Daniel Oss \| Italie \| BMC Racing Team \| + 0 s \| \| 6e \| Tejay van Garderen \| États-Unis \| BMC Racing Team \| + 0 s \| \| 7e \| Tom Boonen \| Belgique \| Quick-Step Floors \| + 16 s \| \| 8e \| Matteo Trentin \| Italie \| Quick-Step Floors \| + 16 s \| \| 9e \| Bob Jungels \| Luxembourg \| Quick-Step Floors \| + 16 s \| \| 10e \| Julien Vermote \| Belgique \| Quick-Step Floors \| + 16 s \| |                    |            |                   |             |
| |                    |            |                   |             |
| Source : ProCyclingStats |                    |            |                   |             |
| Classement général |                    |            |                   |             |
| Coureur | Coureur            | Pays       | Équipe            | Temps       |
| 1er | Damiano Caruso     | Italie     | BMC Racing Team   | 23 min 21 s |
| 2e | Rohan Dennis       | Australie  | BMC Racing Team   | + 0 s       |
| 3e | Greg Van Avermaet  | Belgique   | BMC Racing Team   | + 0 s       |
| 4e | Stefan Küng        | Suisse     | BMC Racing Team   | + 0 s       |
| 5e | Daniel Oss         | Italie     | BMC Racing Team   | + 0 s       |
| 6e | Tejay van Garderen | États-Unis | BMC Racing Team   | + 0 s       |
| 7e | Tom Boonen         | Belgique   | Quick-Step Floors | + 16 s      |
| 8e | Matteo Trentin     | Italie     | Quick-Step Floors | + 16 s      |
| 9e | Bob Jungels        | Luxembourg | Quick-Step Floors | + 16 s      |
| 10e | Julien Vermote     | Belgique   | Quick-Step Floors | + 16 s      |

### 2eétape
| Classement | Classement         | Classement  | Classement                  | Classement         |
|            | Coureur            | Pays        | Équipe                      | Temps              |
| ---------- | ------------------ | ----------- | --------------------------- | ------------------ |
| 1er        | Geraint Thomas     | Royaume-Uni | Sky                         | en 5 h 51 min 44 s |
| 2e         | Tom Dumoulin       | Pays-Bas    | Sunweb                      | + 9 s              |
| 3e         | Peter Sagan        | Slovaquie   | Bora-Hansgrohe              | + 9 s              |
| 4e         | Greg Van Avermaet  | Belgique    | BMC Racing                  | + 9 s              |
| 5e         | Francesco Gavazzi  | Italie      | Androni-Sidermec-Bottecchia | + 9 s              |
| 6e         | Michał Kwiatkowski | Pologne     | Sky                         | + 9 s              |
| 7e         | Adam Yates         | Royaume-Uni | Orica-Scott                 | + 9 s              |
| 8e         | Rohan Dennis       | Australie   | BMC Racing                  | + 9 s              |
| 9e         | Nairo Quintana     | Colombie    | Movistar                    | + 9 s              |
| 10e        | Simon Clarke       | Australie   | Cannondale-Drapac           | + 9 s              |
| modifier   |                    |             |                             |                    |

| \| Classement général \| Classement général \| Classement général \| Classement général \| Classement général \| \| Coureur \| Coureur \| Pays \| Équipe \| Temps \| \| ------------------ \| --------------------- \| ------------------ \| ------------------ \| ------------------ \| \| 1er \| Greg Van Avermaet \| Belgique \| BMC Racing Team \| 6 h 15 min 14 s \| \| 2e \| Rohan Dennis \| Australie \| BMC Racing Team \| + 0 s \| \| 3e \| Tejay van Garderen \| États-Unis \| BMC Racing Team \| + 0 s \| \| 4e \| Damiano Caruso \| Italie \| BMC Racing Team \| + 0 s \| \| 5e \| Niki Terpstra \| Pays-Bas \| Quick-Step Floors \| + 16 s \| \| 6e \| Bob Jungels \| Luxembourg \| Quick-Step Floors \| + 16 s \| \| 7e \| Nairo Quintana \| Colombie \| Movistar Team \| + 21 s \| \| 8e \| Daniel Moreno \| Espagne \| Movistar Team \| + 21 s \| \| 9e \| Sébastien Reichenbach \| Suisse \| FDJ \| + 21 s \| \| 10e \| Jonathan Castroviejo \| Espagne \| Movistar Team \| + 21 s \| |                       |            |                   |                 |
| |                       |            |                   |                 |
| Source : ProCyclingStats |                       |            |                   |                 |
| Classement général |                       |            |                   |                 |
| Coureur | Coureur               | Pays       | Équipe            | Temps           |
| 1er | Greg Van Avermaet     | Belgique   | BMC Racing Team   | 6 h 15 min 14 s |
| 2e | Rohan Dennis          | Australie  | BMC Racing Team   | + 0 s           |
| 3e | Tejay van Garderen    | États-Unis | BMC Racing Team   | + 0 s           |
| 4e | Damiano Caruso        | Italie     | BMC Racing Team   | + 0 s           |
| 5e | Niki Terpstra         | Pays-Bas   | Quick-Step Floors | + 16 s          |
| 6e | Bob Jungels           | Luxembourg | Quick-Step Floors | + 16 s          |
| 7e | Nairo Quintana        | Colombie   | Movistar Team     | + 21 s          |
| 8e | Daniel Moreno         | Espagne    | Movistar Team     | + 21 s          |
| 9e | Sébastien Reichenbach | Suisse     | FDJ               | + 21 s          |
| 10e | Jonathan Castroviejo  | Espagne    | Movistar Team     | + 21 s          |

### 3eétape
| Classement | Classement       | Classement | Classement                  | Classement         |
|            | Coureur          | Pays       | Équipe                      | Temps              |
| ---------- | ---------------- | ---------- | --------------------------- | ------------------ |
| 1er        | Peter Sagan      | Slovaquie  | Bora-Hansgrohe              | en 4 h 51 min 59 s |
| 2e         | Elia Viviani     | Italie     | Sky                         | + 0 s              |
| 3e         | Jürgen Roelandts | Belgique   | Lotto-Soudal                | + 0 s              |
| 4e         | Sacha Modolo     | Italie     | UAE Emirates                | + 0 s              |
| 5e         | Luka Mezgec      | Slovénie   | Orica-Scott                 | + 0 s              |
| 6e         | Rick Zabel       | Allemagne  | Katusha-Alpecin             | + 0 s              |
| 7e         | Andrea Palini    | Italie     | Androni-Sidermec-Bottecchia | + 0 s              |
| 8e         | Roberto Ferrari  | Italie     | UAE Emirates                | + 0 s              |
| 9e         | Georg Preidler   | Autriche   | Sunweb                      | + 0 s              |
| 10e        | Ramon Sinkeldam  | Pays-Bas   | Sunweb                      | + 0 s              |
| modifier   |                  |            |                             |                    |

| \| Classement général \| Classement général \| Classement général \| Classement général \| Classement général \| \| Coureur \| Coureur \| Pays \| Équipe \| Temps \| \| ------------------ \| -------------------- \| ------------------ \| ------------------ \| ------------------ \| \| 1er \| Rohan Dennis \| Australie \| BMC Racing Team \| 11 h 07 min 13 s \| \| 2e \| Greg Van Avermaet \| Belgique \| BMC Racing Team \| + 0 s \| \| 3e \| Damiano Caruso \| Italie \| BMC Racing Team \| + 0 s \| \| 4e \| Tejay van Garderen \| États-Unis \| BMC Racing Team \| + 0 s \| \| 5e \| Niki Terpstra \| Pays-Bas \| Quick-Step Floors \| + 16 s \| \| 6e \| Bob Jungels \| Luxembourg \| Quick-Step Floors \| + 16 s \| \| 7e \| Nairo Quintana \| Colombie \| Movistar Team \| + 21 s \| \| 8e \| Andrey Amador \| Costa Rica \| Movistar Team \| + 21 s \| \| 9e \| Jonathan Castroviejo \| Espagne \| Movistar Team \| + 21 s \| \| 10e \| Daniel Moreno \| Espagne \| Movistar Team \| + 21 s \| |                      |            |                   |                  |
| |                      |            |                   |                  |
| Source : ProCyclingStats |                      |            |                   |                  |
| Classement général |                      |            |                   |                  |
| Coureur | Coureur              | Pays       | Équipe            | Temps            |
| 1er | Rohan Dennis         | Australie  | BMC Racing Team   | 11 h 07 min 13 s |
| 2e | Greg Van Avermaet    | Belgique   | BMC Racing Team   | + 0 s            |
| 3e | Damiano Caruso       | Italie     | BMC Racing Team   | + 0 s            |
| 4e | Tejay van Garderen   | États-Unis | BMC Racing Team   | + 0 s            |
| 5e | Niki Terpstra        | Pays-Bas   | Quick-Step Floors | + 16 s           |
| 6e | Bob Jungels          | Luxembourg | Quick-Step Floors | + 16 s           |
| 7e | Nairo Quintana       | Colombie   | Movistar Team     | + 21 s           |
| 8e | Andrey Amador        | Costa Rica | Movistar Team     | + 21 s           |
| 9e | Jonathan Castroviejo | Espagne    | Movistar Team     | + 21 s           |
| 10e | Daniel Moreno        | Espagne    | Movistar Team     | + 21 s           |

### 4eétape
| \| Classement de l'étape \| Classement de l'étape \| Classement de l'étape \| Classement de l'étape \| Classement de l'étape \| \| Coureur \| Coureur \| Pays \| Équipe \| Temps \| \| --------------------- \| --------------------- \| --------------------- \| --------------------- \| --------------------- \| \| 1er \| Nairo Quintana \| Colombie \| Movistar Team \| 5 h 27 min 22 s \| \| 2e \| Geraint Thomas \| Royaume-Uni \| Team Sky \| + 18 s \| \| 3e \| Adam Yates \| Royaume-Uni \| Orica-Scott \| + 24 s \| \| 4e \| Rigoberto Urán \| Colombie \| Cannondale-Drapac \| + 24 s \| \| 5e \| Simon Špilak \| Slovénie \| Katusha-Alpecin \| + 29 s \| \| 6e \| Tom Dumoulin \| Pays-Bas \| Team Sunweb \| + 41 s \| \| 7e \| Domenico Pozzovivo \| Italie \| AG2R La Mondiale \| + 41 s \| \| 8e \| Mikel Landa \| Espagne \| Team Sky \| + 41 s \| \| 9e \| Thibaut Pinot \| France \| FDJ \| + 46 s \| \| 10e \| Primož Roglič \| Slovénie \| LottoNL-Jumbo \| + 51 s \| |                    |             |                   |                 |
| |                    |             |                   |                 |
| Source : ProCyclingStats |                    |             |                   |                 |
| Classement de l'étape |                    |             |                   |                 |
| Coureur | Coureur            | Pays        | Équipe            | Temps           |
| 1er | Nairo Quintana     | Colombie    | Movistar Team     | 5 h 27 min 22 s |
| 2e | Geraint Thomas     | Royaume-Uni | Team Sky          | + 18 s          |
| 3e | Adam Yates         | Royaume-Uni | Orica-Scott       | + 24 s          |
| 4e | Rigoberto Urán     | Colombie    | Cannondale-Drapac | + 24 s          |
| 5e | Simon Špilak       | Slovénie    | Katusha-Alpecin   | + 29 s          |
| 6e | Tom Dumoulin       | Pays-Bas    | Team Sunweb       | + 41 s          |
| 7e | Domenico Pozzovivo | Italie      | AG2R La Mondiale  | + 41 s          |
| 8e | Mikel Landa        | Espagne     | Team Sky          | + 41 s          |
| 9e | Thibaut Pinot      | France      | FDJ               | + 46 s          |
| 10e | Primož Roglič      | Slovénie    | LottoNL-Jumbo     | + 51 s          |

| \| Classement général \| Classement général \| Classement général \| Classement général \| Classement général \| \| Coureur \| Coureur \| Pays \| Équipe \| Temps \| \| ------------------ \| -------------------- \| ------------------ \| ------------------ \| ------------------ \| \| 1er \| Nairo Quintana \| Colombie \| Movistar Team \| 16 h 34 min 46 s \| \| 2e \| Adam Yates \| Royaume-Uni \| Orica-Scott \| + 33 s \| \| 3e \| Thibaut Pinot \| France \| FDJ \| + 56 s \| \| 4e \| Jonathan Castroviejo \| Espagne \| Movistar Team \| + 1 min 01 s \| \| 5e \| Rohan Dennis \| Australie \| BMC Racing Team \| + 1 min 06 s \| \| 6e \| Tom Dumoulin \| Pays-Bas \| Team Sunweb \| + 1 min 19 s \| \| 7e \| Primož Roglič \| Slovénie \| LottoNL-Jumbo \| + 1 min 19 s \| \| 8e \| Geraint Thomas \| Royaume-Uni \| Team Sky \| + 1 min 23 s \| \| 9e \| Daniel Moreno \| Espagne \| Movistar Team \| + 1 min 27 s \| \| 10e \| Domenico Pozzovivo \| Italie \| AG2R La Mondiale \| + 1 min 29 s \| |                      |             |                  |                  |
| |                      |             |                  |                  |
| Source : ProCyclingStats |                      |             |                  |                  |
| Classement général |                      |             |                  |                  |
| Coureur | Coureur              | Pays        | Équipe           | Temps            |
| 1er | Nairo Quintana       | Colombie    | Movistar Team    | 16 h 34 min 46 s |
| 2e | Adam Yates           | Royaume-Uni | Orica-Scott      | + 33 s           |
| 3e | Thibaut Pinot        | France      | FDJ              | + 56 s           |
| 4e | Jonathan Castroviejo | Espagne     | Movistar Team    | + 1 min 01 s     |
| 5e | Rohan Dennis         | Australie   | BMC Racing Team  | + 1 min 06 s     |
| 6e | Tom Dumoulin         | Pays-Bas    | Team Sunweb      | + 1 min 19 s     |
| 7e | Primož Roglič        | Slovénie    | LottoNL-Jumbo    | + 1 min 19 s     |
| 8e | Geraint Thomas       | Royaume-Uni | Team Sky         | + 1 min 23 s     |
| 9e | Daniel Moreno        | Espagne     | Movistar Team    | + 1 min 27 s     |
| 10e | Domenico Pozzovivo   | Italie      | AG2R La Mondiale | + 1 min 29 s     |

### 5eétape
| Classement | Classement     | Classement  | Classement        | Classement       |
|            | Coureur        | Pays        | Équipe            | Temps            |
| ---------- | -------------- | ----------- | ----------------- | ---------------- |
| 1er        | Peter Sagan    | Slovaquie   | Bora-Hansgrohe    | en 5 h 0 min 5 s |
| 2e         | Thibaut Pinot  | France      | FDJ               | + 0 s            |
| 3e         | Primož Roglič  | Slovénie    | Lotto NL-Jumbo    | + 0 s            |
| 4e         | Geraint Thomas | Royaume-Uni | Sky               | + 0 s            |
| 5e         | Bauke Mollema  | Pays-Bas    | Trek-Segafredo    | + 0 s            |
| 6e         | Rigoberto Urán | Colombie    | Cannondale-Drapac | + 0 s            |
| 7e         | Tom Dumoulin   | Pays-Bas    | Sunweb            | + 0 s            |
| 8e         | Nairo Quintana | Colombie    | Movistar          | + 0 s            |
| 9e         | Rohan Dennis   | Australie   | BMC Racing        | + 0 s            |
| 10e        | Simon Špilak   | Slovénie    | Katusha-Alpecin   | + 6 s            |
| modifier   |                |             |                   |                  |

| \| Classement général \| Classement général \| Classement général \| Classement général \| Classement général \| \| Coureur \| Coureur \| Pays \| Équipe \| Temps \| \| ------------------ \| -------------------- \| ------------------ \| ------------------ \| ------------------ \| \| 1er \| Nairo Quintana \| Colombie \| Movistar Team \| 21 h 34 min 51 s \| \| 2e \| Thibaut Pinot \| France \| FDJ \| + 50 s \| \| 3e \| Rohan Dennis \| Australie \| BMC Racing Team \| + 1 min 06 s \| \| 4e \| Primož Roglič \| Slovénie \| LottoNL-Jumbo \| + 1 min 15 s \| \| 5e \| Tom Dumoulin \| Pays-Bas \| Team Sunweb \| + 1 min 19 s \| \| 6e \| Geraint Thomas \| Royaume-Uni \| Team Sky \| + 1 min 23 s \| \| 7e \| Rigoberto Urán \| Colombie \| Cannondale-Drapac \| + 1 min 30 s \| \| 8e \| Jonathan Castroviejo \| Espagne \| Movistar Team \| + 1 min 32 s \| \| 9e \| Bauke Mollema \| Pays-Bas \| Trek-Segafredo \| + 1 min 37 s \| \| 10e \| Simon Špilak \| Slovénie \| Katusha-Alpecin \| + 1 min 59 s \| |                      |             |                   |                  |
| |                      |             |                   |                  |
| Source : ProCyclingStats |                      |             |                   |                  |
| Classement général |                      |             |                   |                  |
| Coureur | Coureur              | Pays        | Équipe            | Temps            |
| 1er | Nairo Quintana       | Colombie    | Movistar Team     | 21 h 34 min 51 s |
| 2e | Thibaut Pinot        | France      | FDJ               | + 50 s           |
| 3e | Rohan Dennis         | Australie   | BMC Racing Team   | + 1 min 06 s     |
| 4e | Primož Roglič        | Slovénie    | LottoNL-Jumbo     | + 1 min 15 s     |
| 5e | Tom Dumoulin         | Pays-Bas    | Team Sunweb       | + 1 min 19 s     |
| 6e | Geraint Thomas       | Royaume-Uni | Team Sky          | + 1 min 23 s     |
| 7e | Rigoberto Urán       | Colombie    | Cannondale-Drapac | + 1 min 30 s     |
| 8e | Jonathan Castroviejo | Espagne     | Movistar Team     | + 1 min 32 s     |
| 9e | Bauke Mollema        | Pays-Bas    | Trek-Segafredo    | + 1 min 37 s     |
| 10e | Simon Špilak         | Slovénie    | Katusha-Alpecin   | + 1 min 59 s     |

### 6eétape
| Classement | Classement           | Classement  | Classement         | Classement        |
|            | Coureur              | Pays        | Équipe             | Temps             |
| ---------- | -------------------- | ----------- | ------------------ | ----------------- |
| 1er        | Fernando Gaviria     | Colombie    | Quick-Step Floors  | en 4 h 9 min 31 s |
| 2e         | Peter Sagan          | Slovaquie   | Bora-Hansgrohe     | + 0 s             |
| 3e         | Jasper Stuyven       | Belgique    | Trek-Segafredo     | + 0 s             |
| 4e         | Matteo Trentin       | Italie      | Quick-Step Floors  | + 0 s             |
| 5e         | Jens Debusschere     | Belgique    | Lotto-Soudal       | + 0 s             |
| 6e         | Elia Viviani         | Italie      | Sky                | + 0 s             |
| 7e         | Scott Thwaites       | Royaume-Uni | Dimension Data     | + 0 s             |
| 8e         | Eduard-Michael Grosu | Roumanie    | Nippo-Vini Fantini | + 0 s             |
| 9e         | Anthony Roux         | France      | FDJ                | + 0 s             |
| 10e        | Jürgen Roelandts     | Belgique    | Lotto-Soudal       | + 0 s             |
| modifier   |                      |             |                    |                   |

| \| Classement général \| Classement général \| Classement général \| Classement général \| Classement général \| \| Coureur \| Coureur \| Pays \| Équipe \| Temps \| \| ------------------ \| -------------------- \| ------------------ \| ------------------ \| ------------------ \| \| 1er \| Nairo Quintana \| Colombie \| Movistar Team \| 25 h 44 min 28 s \| \| 2e \| Thibaut Pinot \| France \| FDJ \| + 50 s \| \| 3e \| Rohan Dennis \| Australie \| BMC Racing Team \| + 1 min 06 s \| \| 4e \| Primož Roglič \| Slovénie \| LottoNL-Jumbo \| + 1 min 15 s \| \| 5e \| Tom Dumoulin \| Pays-Bas \| Team Sunweb \| + 1 min 19 s \| \| 6e \| Geraint Thomas \| Royaume-Uni \| Team Sky \| + 1 min 23 s \| \| 7e \| Rigoberto Urán \| Colombie \| Cannondale-Drapac \| + 1 min 30 s \| \| 8e \| Jonathan Castroviejo \| Espagne \| Movistar Team \| + 1 min 32 s \| \| 9e \| Bauke Mollema \| Pays-Bas \| Trek-Segafredo \| + 1 min 37 s \| \| 10e \| Simon Špilak \| Slovénie \| Katusha-Alpecin \| + 1 min 59 s \| |                      |             |                   |                  |
| |                      |             |                   |                  |
| Source : ProCyclingStats |                      |             |                   |                  |
| Classement général |                      |             |                   |                  |
| Coureur | Coureur              | Pays        | Équipe            | Temps            |
| 1er | Nairo Quintana       | Colombie    | Movistar Team     | 25 h 44 min 28 s |
| 2e | Thibaut Pinot        | France      | FDJ               | + 50 s           |
| 3e | Rohan Dennis         | Australie   | BMC Racing Team   | + 1 min 06 s     |
| 4e | Primož Roglič        | Slovénie    | LottoNL-Jumbo     | + 1 min 15 s     |
| 5e | Tom Dumoulin         | Pays-Bas    | Team Sunweb       | + 1 min 19 s     |
| 6e | Geraint Thomas       | Royaume-Uni | Team Sky          | + 1 min 23 s     |
| 7e | Rigoberto Urán       | Colombie    | Cannondale-Drapac | + 1 min 30 s     |
| 8e | Jonathan Castroviejo | Espagne     | Movistar Team     | + 1 min 32 s     |
| 9e | Bauke Mollema        | Pays-Bas    | Trek-Segafredo    | + 1 min 37 s     |
| 10e | Simon Špilak         | Slovénie    | Katusha-Alpecin   | + 1 min 59 s     |

### 7eétape
| \| Classement de l'étape \| Classement de l'étape \| Classement de l'étape \| Classement de l'étape \| Classement de l'étape \| \| Coureur \| Coureur \| Pays \| Équipe \| Temps \| \| --------------------- \| --------------------- \| --------------------- \| --------------------- \| --------------------- \| \| 1er \| Rohan Dennis \| Australie \| BMC Racing Team \| 11 min 18 s \| \| 2e \| Jos van Emden \| Pays-Bas \| LottoNL-Jumbo \| + 3 s \| \| 3e \| Michael Hepburn \| Australie \| Orica-Scott \| + 3 s \| \| 4e \| Steve Cummings \| Royaume-Uni \| Dimension Data \| + 8 s \| \| 5e \| Primož Roglič \| Slovénie \| LottoNL-Jumbo \| + 11 s \| \| 6e \| Maciej Bodnar \| Pologne \| Bora-Hansgrohe \| + 15 s \| \| 7e \| Edvald Boasson Hagen \| Norvège \| Dimension Data \| + 15 s \| \| 8e \| Geraint Thomas \| Royaume-Uni \| Team Sky \| + 16 s \| \| 9e \| Ryan Mullen \| Irlande \| Cannondale-Drapac \| + 17 s \| \| 10e \| Alex Dowsett \| Royaume-Uni \| Movistar Team \| + 17 s \| |                      |             |                   |             |
| |                      |             |                   |             |
| Source : ProCyclingStats |                      |             |                   |             |
| Classement de l'étape |                      |             |                   |             |
| Coureur | Coureur              | Pays        | Équipe            | Temps       |
| 1er | Rohan Dennis         | Australie   | BMC Racing Team   | 11 min 18 s |
| 2e | Jos van Emden        | Pays-Bas    | LottoNL-Jumbo     | + 3 s       |
| 3e | Michael Hepburn      | Australie   | Orica-Scott       | + 3 s       |
| 4e | Steve Cummings       | Royaume-Uni | Dimension Data    | + 8 s       |
| 5e | Primož Roglič        | Slovénie    | LottoNL-Jumbo     | + 11 s      |
| 6e | Maciej Bodnar        | Pologne     | Bora-Hansgrohe    | + 15 s      |
| 7e | Edvald Boasson Hagen | Norvège     | Dimension Data    | + 15 s      |
| 8e | Geraint Thomas       | Royaume-Uni | Team Sky          | + 16 s      |
| 9e | Ryan Mullen          | Irlande     | Cannondale-Drapac | + 17 s      |
| 10e | Alex Dowsett         | Royaume-Uni | Movistar Team     | + 17 s      |

## Classements finals

### Classement général final
| \| Classement général \| Classement général \| Classement général \| Classement général \| Classement général \| \| Coureur \| Coureur \| Pays \| Équipe \| Temps \| \| ------------------ \| -------------------- \| ------------------ \| ------------------ \| ------------------ \| \| 1er \| Nairo Quintana \| Colombie \| Movistar Team \| 25 h 56 min 27 s \| \| 2e \| Rohan Dennis \| Australie \| BMC Racing Team \| + 25 s \| \| 3e \| Thibaut Pinot \| France \| FDJ \| + 36 s \| \| 4e \| Primož Roglič \| Slovénie \| LottoNL-Jumbo \| + 45 s \| \| 5e \| Geraint Thomas \| Royaume-Uni \| Team Sky \| + 58 s \| \| 6e \| Tom Dumoulin \| Pays-Bas \| Team Sunweb \| + 1 min 01 s \| \| 7e \| Jonathan Castroviejo \| Espagne \| Movistar Team \| + 1 min 18 s \| \| 8e \| Rigoberto Urán \| Colombie \| Cannondale-Drapac \| + 1 min 36 s \| \| 9e \| Bauke Mollema \| Pays-Bas \| Trek-Segafredo \| + 1 min 38 s \| \| 10e \| Domenico Pozzovivo \| Italie \| AG2R La Mondiale \| + 1 min 59 s \| |                      |             |                   |                  |
| |                      |             |                   |                  |
| Sources : ProCyclingStats Cycling Quotient |                      |             |                   |                  |
| Classement général |                      |             |                   |                  |
| Coureur | Coureur              | Pays        | Équipe            | Temps            |
| 1er | Nairo Quintana       | Colombie    | Movistar Team     | 25 h 56 min 27 s |
| 2e | Rohan Dennis         | Australie   | BMC Racing Team   | + 25 s           |
| 3e | Thibaut Pinot        | France      | FDJ               | + 36 s           |
| 4e | Primož Roglič        | Slovénie    | LottoNL-Jumbo     | + 45 s           |
| 5e | Geraint Thomas       | Royaume-Uni | Team Sky          | + 58 s           |
| 6e | Tom Dumoulin         | Pays-Bas    | Team Sunweb       | + 1 min 01 s     |
| 7e | Jonathan Castroviejo | Espagne     | Movistar Team     | + 1 min 18 s     |
| 8e | Rigoberto Urán       | Colombie    | Cannondale-Drapac | + 1 min 36 s     |
| 9e | Bauke Mollema        | Pays-Bas    | Trek-Segafredo    | + 1 min 38 s     |
| 10e | Domenico Pozzovivo   | Italie      | AG2R La Mondiale  | + 1 min 59 s     |

### Classements annexes

#### Classement par points
| Classement par points | Classement par points | Classement par points | Classement par points | Classement par points |
| Coureur               | Coureur               | Pays                  | Équipe                | Points                |
| --------------------- | --------------------- | --------------------- | --------------------- | --------------------- |
| 1er                   | Peter Sagan           | Slovaquie             | Bora-Hansgrohe        | 42 pts                |
| 2e                    | Mirco Maestri         | Italie                | Bardiani CSF          | 40 pts                |
| 3e                    | Geraint Thomas        | Royaume-Uni           | Team Sky              | 32 pts                |
| 4e                    | Tom Dumoulin          | Pays-Bas              | Team Sunweb           | 19 pts                |
| 5e                    | Nairo Quintana        | Colombie              | Movistar Team         | 17 pts                |
| 6e                    | Rohan Dennis          | Australie             | BMC Racing Team       | 17 pts                |
| 7e                    | Primož Roglič         | Slovénie              | LottoNL-Jumbo         | 15 pts                |
| 8e                    | Elia Viviani          | Italie                | Team Sky              | 15 pts                |
| 9e                    | Fernando Gaviria      | Colombie              | Quick-Step Floors     | 12 pts                |
| 10e                   | Thibaut Pinot         | France                | FDJ                   | 12 pts                |

#### Classement par équipes
| Classement par équipes | Classement par équipes | Classement par équipes | Classement par équipes |
| Équipe                 | Équipe                 | Pays                   | Temps                  |
| ---------------------- | ---------------------- | ---------------------- | ---------------------- |
| 1re                    | Movistar Team          | Espagne                | 77 h 05 min 00 s       |
| 2e                     | BMC Racing Team        | États-Unis             | + 3 min 15 s           |
| 3e                     | Sky                    | Royaume-Uni            | + 7 min 41 s           |
| 4e                     | Astana                 | Kazakhstan             | + 15 min 19 s          |
| 5e                     | FDJ                    | France                 | + 15 min 32 s          |
| 6e                     | Orica-Scott            | Australie              | + 15 min 54 s          |
| 7e                     | Katusha-Alpecin        | Suisse                 | + 17 min 31 s          |
| 8e                     | Androni Giocattoli     | Italie                 | + 18 min 33 s          |
| 9e                     | AG2R La Mondiale       | France                 | + 20 min 29 s          |
| 10e                    | Bahrain-Merida         | Bahreïn                | + 21 min 29 s          |

## Évolution des classements
| Étape              | Vainqueur          | Classement général | Classement par points | Classement de la montagne | Classement du meilleur jeune | Classement par équipes |
| ------------------ | ------------------ | ------------------ | --------------------- | ------------------------- | ---------------------------- | ---------------------- |
| 1                  | BMC Racing         | Damiano Caruso     | Non décerné           | Non décerné               | Stefan Küng                  | BMC Racing             |
| 2                  | Geraint Thomas     | Greg Van Avermaet  | Geraint Thomas        | Davide Ballerini          | Bob Jungels                  | BMC Racing             |
| 3                  | Peter Sagan        | Rohan Dennis       | Peter Sagan           | Davide Ballerini          | Bob Jungels                  | BMC Racing             |
| 4                  | Nairo Quintana     | Nairo Quintana     | Mirco Maestri         | Nairo Quintana            | Adam Yates                   | Movistar               |
| 5                  | Peter Sagan        | Nairo Quintana     | Peter Sagan           | Nairo Quintana            | Egan Bernal                  | Movistar               |
| 6                  | Fernando Gaviria   | Nairo Quintana     | Peter Sagan           | Davide Ballerini          | Egan Bernal                  | Movistar               |
| 7                  | Rohan Dennis       | Nairo Quintana     | Peter Sagan           | Davide Ballerini          | Bob Jungels                  | Movistar               |
| Classements finals | Classements finals | Nairo Quintana     | Peter Sagan           | Davide Ballerini          | Bob Jungels                  | Movistar               |

## Liste des participants
- Liste de départ complète

| Légende                             | Légende                                                                                                  | Légende                                | Légende                                                                                                  |
| ----------------------------------- | --- | -------------------------------------- | --- |
| Num                                 | Dossard de départ porté par le coureur sur ce Tirreno-Adriatico                                          | Pos                                    | Position finale au classement général                                                                    |
| Leader du classement général        | Indique le vainqueur du classement général                                                               | Leader du classement par points        | Indique le vainqueur du classement par points                                                            |
| Leader du classement de la montagne | Indique le vainqueur du classement de la montagne                                                        | Leader du classement du meilleur jeune | Indique le vainqueur du classement du meilleur jeune                                                     |
|                                     | Indique un maillot de champion national ou mondial, suivi de sa spécialité                               | #                                      | Indique la meilleure équipe                                                                              |
| NP                                  | Indique un coureur qui n'a pas pris le départ d'une étape, suivi du numéro de l'étape où il s'est retiré | AB                                     | Indique un coureur qui n'a pas terminé une étape, suivi du numéro de l'étape où il s'est retiré          |
| HD                                  | Indique un coureur qui a terminé une étape hors des délais, suivi du numéro de l'étape                   | *                                      | Indique un coureur en lice pour le classement du meilleur jeune (coureurs nés après le 1er janvier 1992) |

| BMC Racing BMC                          | BMC Racing BMC               | BMC Racing BMC |
| --------------------------------------- | ---------------------------- | -------------- |
| Num                                     | Coureur                      | Pos            |
| 1                                       | Greg Van Avermaet (BEL)      | 36e            |
| 2                                       | Damiano Caruso (ITA)         | 12e            |
| 3                                       | Rohan Dennis (AUS) (Clm)     | 2e             |
| 4                                       | Jempy Drucker (LUX)          | 114e           |
| 5                                       | Stefan Küng (SUI) *          | NP-7           |
| 6                                       | Daniel Oss (ITA)             | 134e           |
| 7                                       | Manuel Quinziato (ITA) (Clm) | 116e           |
| 8                                       | Tejay van Garderen (USA)     | 21e            |
| Directeur sportif : Maximilian Sciandri |                              |                |

| AG2R La Mondiale ALM              | AG2R La Mondiale ALM     | AG2R La Mondiale ALM |
| --------------------------------- | ------------------------ | -------------------- |
| Num                               | Coureur                  | Pos                  |
| 11                                | Jan Bakelants (BEL)      | 32e                  |
| 12                                | Gediminas Bagdonas (LTU) | 96e                  |
| 13                                | Ben Gastauer (LUX)       | 76e                  |
| 14                                | Alexandre Geniez (FRA)   | 77e                  |
| 15                                | Alexis Gougeard (FRA) *  | 98e                  |
| 16                                | Hugo Houle (CAN)         | 57e                  |
| 17                                | Matteo Montaguti (ITA)   | NP-5                 |
| 18                                | Domenico Pozzovivo (ITA) | 10e                  |
| Directeur sportif : Didier Jannel |                          |                      |

| Androni Giocattoli ANS              | Androni Giocattoli ANS   | Androni Giocattoli ANS |
| ----------------------------------- | ------------------------ | ---------------------- |
| Num                                 | Coureur                  | Pos                    |
| 21                                  | Egan Bernal (COL) *      | 16e                    |
| 22                                  | Davide Ballerini (ITA) * | 92e                    |
| 23                                  | Mattia Cattaneo (ITA)    | 23e                    |
| 24                                  | Mattia Frapporti (ITA) * | 102e                   |
| 25                                  | Marco Frapporti (ITA)    | 128e                   |
| 26                                  | Francesco Gavazzi (ITA)  | 40e                    |
| 27                                  | Andrea Palini (ITA)      | 127e                   |
| 28                                  | Raffaello Bonusi (ITA) * | 106e                   |
| Directeur sportif : Giovanni Ellena |                          |                        |

| Astana AST                           | Astana AST                  | Astana AST |
| ------------------------------------ | --------------------------- | ---------- |
| Num                                  | Coureur                     | Pos        |
| 31                                   | Fabio Aru (ITA)             | NP-5       |
| 32                                   | Oscar Gatto (ITA)           | 83e        |
| 33                                   | Andriy Grivko (UKR)         | 131e       |
| 34                                   | Dmitriy Gruzdev (KAZ) (Clm) | 108e       |
| 35                                   | Moreno Moser (ITA)          | 130e       |
| 36                                   | Luis León Sánchez (ESP)     | 22e        |
| 37                                   | Michele Scarponi (ITA)      | 15e        |
| 38                                   | Andrey Zeits (KAZ)          | 42e        |
| Directeur sportif : Bruno Cenghialta |                             |            |

| Bahrain-Merida TBM                | Bahrain-Merida TBM                    | Bahrain-Merida TBM |
| --------------------------------- | ------------------------------------- | ------------------ |
| Num                               | Coureur                               | Pos                |
| 41                                | Vincenzo Nibali (ITA)                 | 26e                |
| 42                                | Valerio Agnoli (ITA)                  | NP-6               |
| 43                                | Manuele Boaro (ITA)                   | 135e               |
| 44                                | Javier Moreno (ESP)                   | 65e                |
| 45                                | Ramūnas Navardauskas (LTU) (Route)    | AB-5               |
| 46                                | Franco Pellizotti (ITA)               | 34e                |
| 47                                | Kanstantsin Siutsou (BLR) (Route/Clm) | 90e                |
| 48                                | Giovanni Visconti (ITA)               | 25e                |
| Directeur sportif : Alberto Volpi |                                       |                    |

| Bardiani CSF BRD                      | Bardiani CSF BRD           | Bardiani CSF BRD |
| ------------------------------------- | -------------------------- | ---------------- |
| Num                                   | Coureur                    | Pos              |
| 51                                    | Nicola Boem (ITA)          | 153e             |
| 52                                    | Simone Andreetta (ITA) *   | 145e             |
| 53                                    | Enrico Barbin (ITA)        | 120e             |
| 54                                    | Mirco Maestri (ITA)        | 143e             |
| 55                                    | Nicola Ruffoni (ITA)       | 151e             |
| 56                                    | Alessandro Tonelli (ITA) * | NP-3             |
| 57                                    | Simone Velasco (ITA) *     | 107e             |
| 58                                    | Luca Wackermann (ITA) *    | 125e             |
| Directeur sportif : Roberto Reverberi |                            |                  |

| Bora-Hansgrohe BOH                   | Bora-Hansgrohe BOH        | Bora-Hansgrohe BOH |
| ------------------------------------ | ------------------------- | ------------------ |
| Num                                  | Coureur                   | Pos                |
| 61                                   | Peter Sagan (SVK) (Route) | 47e                |
| 62                                   | Cesare Benedetti (ITA)    | 80e                |
| 63                                   | Maciej Bodnar (POL) (Clm) | 94e                |
| 64                                   | Marcus Burghardt (GER)    | 54e                |
| 65                                   | Rafał Majka (POL) (Route) | 24e                |
| 66                                   | Matteo Pelucchi (ITA)     | 155e               |
| 67                                   | Paweł Poljański (POL)     | 45e                |
| 68                                   | Aleksejs Saramotins (LAT) | 122e               |
| Directeur sportif : Enrico Poitschke |                           |                    |

| Cannondale-Drapac CDT              | Cannondale-Drapac CDT     | Cannondale-Drapac CDT |
| ---------------------------------- | ------------------------- | --------------------- |
| Num                                | Coureur                   | Pos                   |
| 71                                 | Rigoberto Urán (COL)      | 8e                    |
| 72                                 | Alberto Bettiol (ITA) *   | 56e                   |
| 73                                 | Patrick Bevin (NZL)       | AB-4                  |
| 74                                 | Simon Clarke (AUS)        | 70e                   |
| 75                                 | Sebastian Langeveld (NED) | 72e                   |
| 76                                 | Ryan Mullen (IRL) *       | 126e                  |
| 77                                 | Dylan van Baarle (NED) *  | 119e                  |
| 78                                 | Sep Vanmarcke (BEL)       | 129e                  |
| Directeur sportif : Fabrizio Guidi |                           |                       |

| FDJ                                | FDJ                         | FDJ  |
| ---------------------------------- | --------------------------- | ---- |
| Num                                | Coureur                     | Pos  |
| 81                                 | Thibaut Pinot (FRA) (Clm)   | 3e   |
| 82                                 | William Bonnet (FRA)        | 109e |
| 83                                 | Matthieu Ladagnous (FRA)    | 63e  |
| 84                                 | Tobias Ludvigsson (SWE)     | 39e  |
| 85                                 | Steve Morabito (SUI)        | 37e  |
| 86                                 | Sébastien Reichenbach (SUI) | 17e  |
| 87                                 | Anthony Roux (FRA)          | 71e  |
| 88                                 | Jérémy Roy (FRA)            | 97e  |
| Directeur sportif : Nicolas Marche |                             |      |

| Lotto-Soudal LTS                | Lotto-Soudal LTS        | Lotto-Soudal LTS |
| ------------------------------- | ----------------------- | ---------------- |
| Num                             | Coureur                 | Pos              |
| 91                              | Tim Wellens (BEL)       | NP-7             |
| 92                              | Tiesj Benoot (BEL) *    | 66e              |
| 93                              | Jens Debusschere (BEL)  | 112e             |
| 94                              | Bart De Clercq (BEL)    | 79e              |
| 95                              | Nikolas Maes (BEL)      | AB-4             |
| 96                              | Tomasz Marczyński (POL) | 51e              |
| 97                              | Maxime Monfort (BEL)    | 44e              |
| 98                              | Jürgen Roelandts (BEL)  | 87e              |
| Directeur sportif : Mario Aerts |                         |                  |

| Movistar MOV                            | Movistar MOV                | Movistar MOV |
| --------------------------------------- | --------------------------- | ------------ |
| Num                                     | Coureur                     | Pos          |
| 101                                     | Nairo Quintana (COL)        | 1er          |
| 102                                     | Andrey Amador (CRC)         | 20e          |
| 103                                     | Daniele Bennati (ITA)       | 101e         |
| 104                                     | Jonathan Castroviejo (ESP)  | 7e           |
| 105                                     | Alex Dowsett (GBR) (Clm)    | 139e         |
| 106                                     | Daniel Moreno (ESP)         | 13e          |
| 107                                     | Nélson Oliveira (POR) (Clm) | 74e          |
| 108                                     | Jasha Sütterlin (GER) *     | 89e          |
| Directeur sportif : José Luis Jaimerena |                             |              |

| Nippo-Vini Fantini NIP            | Nippo-Vini Fantini NIP       | Nippo-Vini Fantini NIP |
| --------------------------------- | ---------------------------- | ---------------------- |
| Num                               | Coureur                      | Pos                    |
| 111                               | Julián Arredondo (COL)       | AB-4                   |
| 112                               | Marco Canola (ITA)           | 105e                   |
| 113                               | Iuri Filosi (ITA) *          | 91e                    |
| 114                               | Eduard-Michael Grosu (ROU) * | 115e                   |
| 115                               | Alan Marangoni (ITA)         | 144e                   |
| 116                               | Hideto Nakane (JPN)          | 123e                   |
| 117                               | Ivan Santaromita (ITA)       | 93e                    |
| 118                               | Kōhei Uchima (JPN)           | 154e                   |
| Directeur sportif : Mario Manzoni |                              |                        |

| Orica-Scott ORS                   | Orica-Scott ORS               | Orica-Scott ORS |
| --------------------------------- | ----------------------------- | --------------- |
| Num                               | Coureur                       | Pos             |
| 121                               | Adam Yates (GBR) *            | AB-5            |
| 122                               | Luke Durbridge (AUS)          | AB-6            |
| 123                               | Caleb Ewan (AUS) *            | AB-2            |
| 124                               | Michael Hepburn (AUS)         | 53e             |
| 125                               | Daryl Impey (RSA) (Clm)       | 55e             |
| 126                               | Roger Kluge (GER)             | AB-2            |
| 127                               | Roman Kreuziger (CZE) (Route) | NP-6            |
| 128                               | Luka Mezgec (SLO)             | 111e            |
| Directeur sportif : Matthew White |                               |                 |

| Quick-Step Floors QST              | Quick-Step Floors QST           | Quick-Step Floors QST |
| ---------------------------------- | ------------------------------- | --------------------- |
| Num                                | Coureur                         | Pos                   |
| 131                                | Fernando Gaviria (COL) *        | 100e                  |
| 132                                | Tom Boonen (BEL)                | 86e                   |
| 133                                | Bob Jungels (LUX) (Route/Clm) * | 14e                   |
| 134                                | Iljo Keisse (BEL)               | 88e                   |
| 135                                | Zdeněk Štybar (CZE)             | 48e                   |
| 136                                | Niki Terpstra (NED)             | 75e                   |
| 137                                | Matteo Trentin (ITA)            | 50e                   |
| 138                                | Julien Vermote (BEL)            | 85e                   |
| Directeur sportif : Davide Bramati |                                 |                       |

| Dimension Data DDD                | Dimension Data DDD                | Dimension Data DDD |
| --------------------------------- | --------------------------------- | ------------------ |
| Num                               | Coureur                           | Pos                |
| 141                               | Edvald B. Hagen (NOR) (Route/Clm) | 30e                |
| 142                               | Mark Cavendish (GBR)              | NP-7               |
| 143                               | Steve Cummings (GBR)              | 78e                |
| 144                               | Bernhard Eisel (AUT)              | 136e               |
| 145                               | Mark Renshaw (AUS)                | 133e               |
| 146                               | Scott Thwaites (GBR)              | 58e                |
| 147                               | Jay Robert Thomson (RSA)          | 138e               |
| 148                               | Johann van Zyl (RSA)              | 141e               |
| Directeur sportif : Roger Hammond |                                   |                    |

| Katusha-Alpecin KAT               | Katusha-Alpecin KAT           | Katusha-Alpecin KAT |
| --------------------------------- | ----------------------------- | ------------------- |
| Num                               | Coureur                       | Pos                 |
| 151                               | Ángel Vicioso (ESP)           | 68e                 |
| 152                               | Reto Hollenstein (SUI)        | 41e                 |
| 153                               | Pavel Kochetkov (RUS) (Route) | 29e                 |
| 154                               | Maurits Lammertink (NED)      | 49e                 |
| 155                               | Matvey Mamykin (RUS) *        | 113e                |
| 156                               | Simon Špilak (SLO)            | 11e                 |
| 157                               | Rein Taaramäe (EST)           | 64e                 |
| 158                               | Rick Zabel (GER)              | 82e                 |
| Directeur sportif : Claudio Cozzi |                               |                     |

| Lotto NL-Jumbo TLJ            | Lotto NL-Jumbo TLJ          | Lotto NL-Jumbo TLJ |
| ----------------------------- | --------------------------- | ------------------ |
| Num                           | Coureur                     | Pos                |
| 161                           | Jurgen Van den Broeck (BEL) | AB-2               |
| 162                           | Enrico Battaglin (ITA)      | 46e                |
| 163                           | Lars Boom (NED)             | 104e               |
| 164                           | Robert Gesink (NED)         | 19e                |
| 165                           | Juan José Lobato (ESP)      | 103e               |
| 166                           | Paul Martens (GER)          | 99e                |
| 167                           | Primož Roglič (SLO) (Clm)   | 4e                 |
| 168                           | Jos van Emden (NED)         | 84e                |
| Directeur sportif : Jan Boven |                             |                    |

| Novo Nordisk TNN                      | Novo Nordisk TNN        | Novo Nordisk TNN |
| ------------------------------------- | ----------------------- | ---------------- |
| Num                                   | Coureur                 | Pos              |
| 171                                   | David Lozano (ESP)      | 147e             |
| 172                                   | Fabio Calabria (AUS)    | AB-5             |
| 173                                   | Joonas Henttala (FIN)   | 132e             |
| 174                                   | Javier Mejías (ESP)     | 140e             |
| 175                                   | Andrea Peron (ITA)      | 150e             |
| 176                                   | Charles Planet (FRA) *  | NP-5             |
| 177                                   | Romain Gioux (FRA)      | NP-5             |
| 178                                   | Martijn Verschoor (NED) | 152e             |
| Directeur sportif : Massimo Podenzana |                         |                  |

| Sky SKY                         | Sky SKY                  | Sky SKY |
| ------------------------------- | ------------------------ | ------- |
| Num                             | Coureur                  | Pos     |
| 181                             | Mikel Landa (ESP)        | 31e     |
| 182                             | Vasil Kiryienka (BLR)    | 60e     |
| 183                             | Michał Kwiatkowski (POL) | 27e     |
| 184                             | Gianni Moscon (ITA)      | 61e     |
| 185                             | Salvatore Puccio (ITA)   | 52e     |
| 186                             | Diego Rosa (ITA)         | 38e     |
| 187                             | Geraint Thomas (GBR)     | 5e      |
| 188                             | Elia Viviani (ITA)       | 117e    |
| Directeur sportif : Dario Cioni |                          |         |

| Sunweb SUN                    | Sunweb SUN                   | Sunweb SUN |
| ----------------------------- | ---------------------------- | ---------- |
| Num                           | Coureur                      | Pos        |
| 191                           | Tom Dumoulin (NED) (Clm)     | 6e         |
| 192                           | Søren Kragh Andersen (DEN) * | 35e        |
| 193                           | Chad Haga (USA)              | 81e        |
| 194                           | Max Walscheid (GER) *        | 149e       |
| 195                           | Georg Preidler (AUT)         | 33e        |
| 196                           | Ramon Sinkeldam (NED)        | 121e       |
| 197                           | Mike Teunissen (NED) *       | 62e        |
| 198                           | Albert Timmer (NED)          | 142e       |
| Directeur sportif : Marc Reef |                              |            |

| Trek-Segafredo TFS                | Trek-Segafredo TFS                 | Trek-Segafredo TFS |
| --------------------------------- | ---------------------------------- | ------------------ |
| Num                               | Coureur                            | Pos                |
| 201                               | Bauke Mollema (NED)                | 9e                 |
| 202                               | Matthias Brändle (AUT) (Route/Clm) | 118e               |
| 203                               | Marco Coledan (ITA)                | 137e               |
| 204                               | Koen de Kort (NED)                 | 67e                |
| 205                               | Fabio Felline (ITA)                | 28e                |
| 206                               | Markel Irizar (ESP)                | NP-7               |
| 207                               | Jasper Stuyven (BEL) *             | 59e                |
| 208                               | Boy van Poppel (NED)               | 110e               |
| Directeur sportif : Adriano Baffi |                                    |                    |

| UAE Emirates UAD                  | UAE Emirates UAD           | UAE Emirates UAD |
| --------------------------------- | -------------------------- | ---------------- |
| Num                               | Coureur                    | Pos              |
| 211                               | Rui Costa (POR)            | 18e              |
| 212                               | Roberto Ferrari (ITA)      | 124e             |
| 213                               | Filippo Ganna (ITA)        | 148e             |
| 214                               | Marko Kump (SLO)           | 146e             |
| 215                               | Vegard Stake Laengen (NOR) | 43e              |
| 216                               | Marco Marcato (ITA)        | 69e              |
| 217                               | Sacha Modolo (ITA)         | 95e              |
| 218                               | Matej Mohorič (SLO) *      | 73e              |
| Directeur sportif : Marco Marzano |                            |                  |